# غرهام بادج
غرهام بادج هو لاعب اتحاد الرغبي كندي، ولد في 7 نوفمبر 1920، وتوفي في 14 نوفمبر 1979.